# Ivan Tomažič
Ivan Tomažič je český právník, který se do povědomí zapsal především jako aktér plagiátorské aféry na Fakultě právnické Západočeské univerzity v roce 2009, kde tehdy působil jako proděkan. Tomažič ve své disertační práci opsal desítky stran a stejně tak i posudek od tehdejšího děkana Jaroslava Zachariáše byl plagiátem.
V roce 2011 mu byl spolu s Jaroslavem Zachariášem, Milanem Kindlem a Danielem Teleckým udělen Českým klubem skeptiků Sisyfos zlatý Bludný balvan v kategorii družstev za „příkladné zviditelnění jména své fakulty doma i v zahraničí“.